# Stary Bukowiec (Poméranie)
Pour les articles homonymes, voir Stary Bukowiec.
Stary Bukowiec est une localité polonaise de la gmina rurale de Stara Kiszewa située dans le powiat de Kościerzyna en voïvodie de Poméranie. Elle se trouve à environ 19 km au sud-est de Kościerzyna et 52 km au sud-ouest de la capitale régionale Gdańsk.

## Géographie

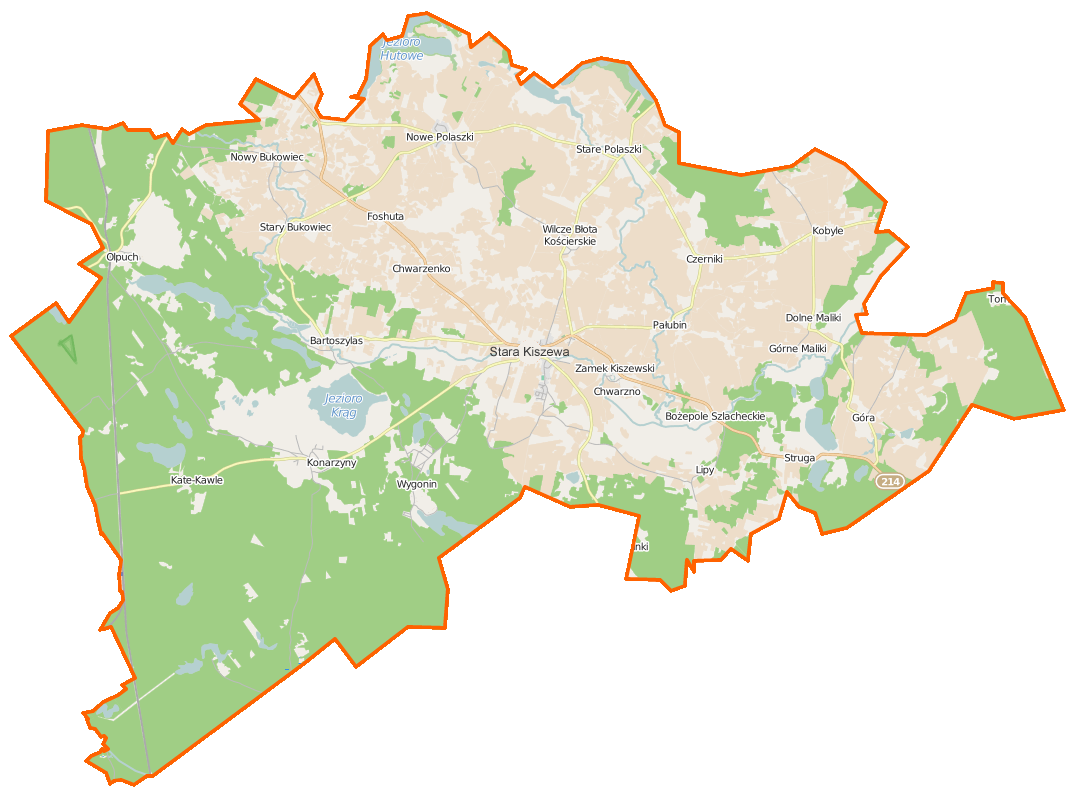
Carte de la gmina de Stara Kiszewa.